# Luigerahu

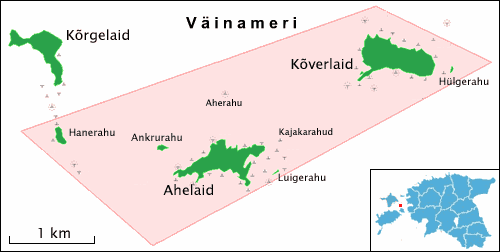
Mapa da zona de protecção especial de Laidelahe da Área de Protecção da Paisagem do Planalto de Hiiumaa, mostrando a Ilha Luigerahu

Luigerahu é uma pequena ilha do Mar Báltico com base numa morena que pertence à Estónia.
Luigerahu cobre aproximadamente 0,2 hectares e fica a meio quilómetro da costa oeste da ilha de Ahelaid. A ilha é administrada pelo condado de Hiiu e, juntamente com várias outras ilhas, faz parte da Reserva da Paisagem dos Ilhéus de Hiiumaa (em estoniano:  Hiiumaa laidude maastikukaitseala).